# Vanessa Hoelsher
Vanessa Hoelsher (født 19. januar 1982 i Atlanta, USA) er en amerikansk model og Playboy Playmate for dets september 2005 udgivelse.